# Ignazio Balsamo
Ignazio Balsamo (Catania, 25 ottobre 1912 – Catania, 7 agosto 1994) è stato un attore, doppiatore e produttore cinematografico italiano.

## Biografia
Esordisce giovanissimo nei teatri di provincia siciliani al seguito di alcune compagnie dialettali. Durante uno di questi spettacoli viene notato da Pietro Germi che lo sceglie per interpretare Ciccio Messana, un mafioso ne In nome della legge (1949).
Dopo la prima esperienza Balsamo, trasferitosi a Roma, inizia una intensa carriera cinematografica, interpretando un'ottantina di film nell'arco di circa vent'anni, rimanendo però relegato a ruoli marginali, molto spesso legati alla figura del classico picciotto siciliano.

## Carriera
Durante la sua carriera alternò alla professione di attore quella di doppiatore; di solito doppiava personaggi che necessitavano di una voce possente, con un marcato timbro meridionale o un forte accento siciliano.
È autore di due commedie teatrali in siciliano, Tila di ragnu e Casa cantoniera, mai rappresentate.
Nel 1952 fondò la Fortunia Film che poi cedette nel 1955 a Felice Zappulla. La maggior parte dei film distribuiti sotto la sua direzione furono interpretati da Alberto Sordi; in seguito, a partire dagli anni settanta ha ricoperto alcuni ruoli dirigenziali in società di produzione cinematografica per conto di altri.

## Filmografia parziale

Ignazio Balsamo con Gina Rovere, Marco Tulli e Saro Urzì in Don Camillo monsignore... ma non troppo

### Cinema
- In nome della legge, regia di Pietro Germi (1949)
- Gli inesorabili, regia di Camillo Mastrocinque (1950)
- Il brigante Musolino, regia di Mario Camerini (1950)
- Il caimano del Piave, regia di Giorgio Bianchi (1951)
- Serenata tragica - Guapparia, regia di Giuseppe Guarino (1951)
- La vendetta di una pazza, regia di Pino Mercanti (1951)
- Anna, regia di Alberto Lattuada (1951)
- Bellezze in bicicletta, regia di Carlo Campogalliani (1951)
- Gli innocenti pagano, regia di Luigi Capuano (1952)
- Ergastolo, regia di Luigi Capuano (1952)
- I tre corsari, regia di Mario Soldati (1952)
- La tratta delle bianche, regia di Luigi Comencini (1952)
- Processo contro ignoti, regia di Guido Brignone (1952)
- Rimorso, regia di Armando Grottini (1952)
- Addio, figlio mio!, regia di Giuseppe Guarino (1953)
- Jolanda, la figlia del Corsaro Nero, regia di Mario Soldati (1953)
- Un turco napoletano, regia di Mario Mattoli (1953)
- La lupa, regia di Alberto Lattuada (1953)
- Cuore di mamma, regia di Luigi Capuano (1954)
- Accadde al commissariato, regia di Giorgio Simonelli (1954)
- L'angelo bianco, regia di Raffaello Matarazzo (1955)
- La moglie è uguale per tutti, regia di Giorgio Simonelli (1955)
- Buonanotte... avvocato!, regia di Giorgio Bianchi (1955)
- Totò all'inferno, regia di Camillo Mastrocinque (1955)
- Il mondo sarà nostro (El expreso de Andalucía), regia di Francisco Rovira Beleta (1956)
- Donne sole, regia di Vittorio Sala (1956)
- Arrivano i dollari!, regia di Mario Costa (1957)
- Policarpo, ufficiale di scrittura, regia di Mario Soldati (1959)
- Ferdinando Iº re di Napoli, regia di Gianni Franciolini (1959)
- La battaglia di Maratona, regia di Jacques Tourneur e Bruno Vailati (1959)
- I pirati della costa, regia di Domenico Paolella (1960)
- Un militare e mezzo, regia di Vittorio Metz (1960)
- La dolce vita, regia di Federico Fellini (1960)
- Il vigile, regia di Luigi Zampa (1960)
- Le avventure di Mary Read, regia di Umberto Lenzi (1961)
- L'onorata società, regia di Riccardo Pazzaglia (1961)
- Don Camillo monsignore... ma non troppo, regia di Carmine Gallone (1961)
- Odio mortale, regia di Franco Montemurro (1962)
- La smania addosso, regia di Marcello Andrei (1962)
- Zorro e i tre moschettieri, regia di Luigi Capuano (1963)
- Ercole contro Roma, regia di Piero Pierotti (1964)
- Come svaligiammo la Banca d'Italia, regia di Lucio Fulci (1966)
- Zorro il ribelle, regia di Piero Pierotti (1966)
- Non mi dire mai goodbye, regia di Gianfranco Baldanello (1967)
- I 2 pompieri, regia di Bruno Corbucci (1968)
- Zorro marchese di Navarra, regia di Franco Montemurro (1969)
- I due deputati, regia di Giovanni Grimaldi (1969)
- Il ragazzo che sorride, regia di Aldo Grimaldi (1969)
- Franco, Ciccio e il pirata Barbanera, regia di Mario Amendola (1969)
- Zorro alla corte d'Inghilterra, regia di Franco Montemurro (1969)
- I 2 magnifici fresconi, regia di Marino Girolami (1969)
- Le calde notti di Poppea, regia di Guido Malatesta (1969)
- I due maggiolini più matti del mondo, regia di Giuseppe Orlandini (1970)
- W le donne, regia di Aldo Grimaldi (1970)
- Mezzanotte d'amore, regia di Ettore Maria Fizzarotti (1970)
- Due bianchi nell'Africa nera, regia di Bruno Corbucci (1970)
- I due maghi del pallone, regia di Mariano Laurenti (1970)
- Zorro il cavaliere della vendetta (El Zorro, caballero de la justicia), regia di José Luis Merino (1971)

## Doppiaggio

### Cinema
- Tiberio Murgia in Bellezze sulla spiaggia, Divorzio alla siciliana, La ragazza sotto il lenzuolo, La ragazza con la pistola
- Franco Navarra in Il cammino della speranza
- Franco Jamonte e Marco Mazza in L'arte di arrangiarsi
- Mimmo De Ninno in La moglie è uguale per tutti, Fantasmi e ladri
- Guido Celano e Ugo Torrente in Il bell'Antonio
- Francesco Nicastro e Ugo Torrente in Divorzio all'italiana
- Renato Pinciroli in Salvatore Giuliano
- Umberto Spadaro in La smania addosso
- José Riesgo in I due mafiosi
- Gino Buzzanca in Pugni pupe e marinai
- Nino Nini in Il mantenuto
- Ugo D'Alessio in I due toreri
- Vincenzo Licata in Sedotta e abbandonata
- Nino Musco in Gli amanti latini
- Vittorio Caprioli in Ischia operazione amore
- Oreste Palella in I due vigili
- Ignazio Spalla in I barbieri di Sicilia
- Folco Lulli in Gente d'onore
- Giovanni Pallavicino in Il giorno della civetta
- Poldo Bendandi in I 2 pompieri
- Nino Vingelli e Mario Del Vago in I due maghi del pallone